# Дієго Гонсалес Поланко
Дієго Гонсалес Поланко (ісп. Diego González Polanco; народився 28 січня 1995, Чиклана-де-ла-Фронтера, Іспанія) — іспанський футболіст, захисник клубу «Ельче».

## Клубна кар'єра
Гонсалес — вихованець футбольної академії клубу «Кадіс». 11 листопада 2012 року в матчі проти «Альбасете» він дебютував у Сегунді Б. 2015 року Дієго на правах оренди виступав за дубль «Гранади». Влітку того ж року Гонсалес перейшов до «Севільї». Для набуття ігрової практики Дієго виступав за дубль у Сегунді. 2 грудня у поєдинку Кубка Іспанії проти «Логроньєса» Гонсалес дебютував за основний склад. 8 травня 2016 року в матчі проти «Гранади» він дебютував у Ла-Лізі. У цьому ж поєдинку Дієго забив свій перший гол за «Севілью».
Влітку 2017 року Гонсалес перейшов до «Малаги», підписавши контракт на 4 роки. Сума трансферу становила 2 млн. євро. 21 серпня в матчі проти «Ейбара» він дебютував за нову команду. У поєдинку проти «Лас-Пальмаса» Дієго забив свій перший гол за «Малагу». 3 жовтня 2020 року він став одним із восьми гравців, яких клуб звільнив.
9 жовтня 2020 року як вільний агент Гонсалес уклав договір на два роки з клубом Ельче, який щойно вийшов до найвищого дивізіону.

## Міжнародна кар'єра
2017 року в складі молодіжної збірної Іспанії Гонсалес став срібним призером молодіжного чемпіонату Європи 2017 в Польщі. На турнірі він зіграв у матчі проти команди Сербії.

## Статистика виступів
| Клуб               | Сезон              | Ліга               | Ліга | Ліга | Кубок | Кубок | Інші | Інші | Європа | Європа | Загалом | Загалом |
| Клуб               | Сезон              | Дивізіон           | Ігри | Голи | Ігри  | Голи  | Ігри | Голи | Ігри   | Голи   | Ігри    | Голи    |
| ------------------ | ------------------ | ------------------ | ---- | ---- | ----- | ----- | ---- | ---- | ------ | ------ | ------- | ------- |
| Кадіс              | 2014–15            | Сегунда Дивізіон Б | 0    | 0    | 1     | 0     | 0    | 0    | 0      | 0      | 1       | 0       |
| Кадіс              | Загалом            | Загалом            | 0    | 0    | 1     | 0     | 0    | 0    | 0      | 0      | 1       | 0       |
| Севілья            | 2015–2016          | Ла-Ліга            | 2    | 1    | 2     | 0     | 0    | 0    | 0      | 0      | 4       | 1       |
| Севілья            | 2016–2017          | Ла-Ліга            | 3    | 0    | 2     | 0     | 1    | 0    | 0      | 0      | 6       | 0       |
| Севілья            | Загалом            | Загалом            | 5    | 1    | 4     | 0     | 1    | 0    | 0      | 0      | 10      | 1       |
| Малага             | 2017–2018          | Ла-Ліга            | 18   | 1    | 0     | 0     | 0    | 0    | 0      | 0      | 18      | 1       |
| Малага             | 2018–19            | Сегунда Дивізіон   | 22   | 0    | 1     | 0     | 1    | 0    | 0      | 0      | 24      | 0       |
| Малага             | 2019–20            | Сегунда Дивізіон   | 2    | 0    | 0     | 0     | 0    | 0    | 0      | 0      | 2       | 0       |
| Малага             | Загалом            | Загалом            | 42   | 1    | 1     | 0     | 1    | 0    | 0      | 0      | 44      | 1       |
| Загалом за кар'єру | Загалом за кар'єру | Загалом за кар'єру | 47   | 2    | 6     | 0     | 2    | 0    | 0      | 0      | 55      | 2       |

## Досягнення
Міжнародні
 Іспанія (до 21)
- 2 Молодіжний чемпіонат Європи — 2017